# الدوري البرازيلي الدرجة الثانية 1996
الدوري البرازيلي الدرجة الثانية 1996 هو موسم من الدوري البرازيلي الدرجة الثانية. أشرف على تنظيمه اتحاد البرازيل لكرة القدم، وكان عدد الأندية المشاركة فيه 25، وفاز فيه أونياو ساو جواو ‏.